# 비스타 알레그레 투우장

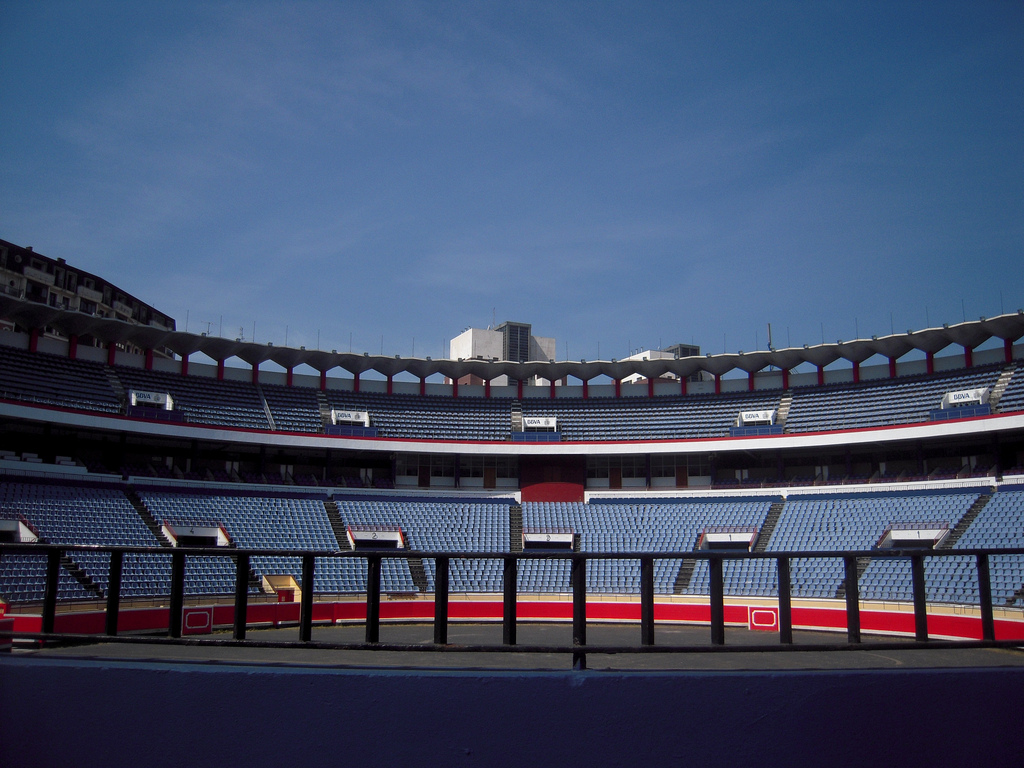
비스타 알레그레 투우장

비스타 알레그레 투우장(스페인어: Plaza de Toros de Vista Alegre 플라사 데 토로스 데 비스타 알레그레[*])는 스페인 바스크 지방 빌바오에 있는 투우장이다. 14,781명을 수용할 수 있다. 이 투우장은 1882년에 건설되었다.